# Alfred Goldie
Pour les articles homonymes, voir Goldie (homonymie).
Alfred William Goldie (10 décembre 1920, Coseley, Staffordshire – 8 octobre 2005, Barrow-in-Furness, Cumbria) est un mathématicien anglais.

## Biographie
Goldie fait ses études à la Grammar School de Wolverhampton et étudie ensuite les mathématiques au St John's College de Cambridge. Ses études sont interrompues par la guerre, durant laquelle il travaille sur la balistique au département de recherche sur l'armement du Ministère de l'approvisionnement (en), puis finalement il obtient son BA en 1942 et sa MA en 1946.

## Carrière universitaire
Goldie devient un chargé de cours assistant à l'université de Nottingham en 1946. En 1948, il est nommé maître de conférences en mathématiques pures dans ce qui est alors le King's College de Durham (et qui devient l'Université de Newcastle upon Tyne depuis 1963), où il est promu maître de conférences en 1958 et lecteur en algèbre en 1960.
En 1963, Goldie est nommé professeur de mathématiques pures à l'université de Leeds. Il prend sa retraite de cette chaire en 1986 avec le titre de professeur émérite.

## Travaux
Goldie travaille dans le domaine de la théorie des anneaux, où il introduit les notions de dimension uniforme et rang réduit d'un module (en). Il est connu pour le théorème de Goldie (en), qui caractérise les anneaux de Goldie à droite semi-premiers (en). En effet, sa nécrologie parue dans le journal The Independent le décrit comme le « Seigneur des anneaux ».

## Prix et distinctions
Goldie est lauréat en 1970 du prix Berwick de la London Mathematical Society, où il est vice-président de 1978 à 1980.

## Publications
- Rings with Maximum Condition
- « The structure of prime rings under ascending chain conditions », Proc. London Math. Soc., vol. 8, no 4,‎ 1958, p. 589-608 (DOI 10.1112/plms/s3-8.4.589)
- « Semi-prime rings with maximal conditions », Proc. London Math. Soc., vol. 10,‎ 1960, p. 201-220 (DOI 10.1112/plms/s3-10.1.201)

## Vie privée
Goldie épouse Mary Kenyon en 1944. Ils ont un fils, John, et deux filles, Isobel (Carlyle) et Helen. Mary est décédée en 1995 et en 2002, il épouse Margaret Turner, qui lui a survécu.